# СК-2
СК-2 — советский экспериментальный истребитель-моноплан конструкции Матуса Рувимовича Бисновата постройки 1940 года.

## История создания конструкции
Дублер самолета СК-1 проекта 1940 года.
Отличался от СК-1 фонарём нормального типа, имевшим механизм аварийного сбрасывания (на СК-1 фонарь в полёте утапливался в обводы фюзеляжа с целью снижения аэродинамического сопротивления).

## Описание конструкции
Конструкция планера цельнометаллическая, полумонокок, с шпангоутами и стрингерами, винт переменного шага, типа ВИШ-52. Крыло свободнонесущее с тонким профилем NACA-230145 было выполнено в виде одного легко заменяемого агрегата без разъёмов (что позволило снизить массу крыльев). Каркас и крылья собраны из набора прессованных дюралевых деталей. Основа крыла — кессон, образованный лонжеронами и наружной обшивкой. Крыло было покрыто тонким слоем шпатлевки (пробковой пылью на маркизе), приклеенном к металлу нитроклеем на грунте (глифталевой основе). Поверхность крыла отполирована до зеркального блеска. Эта отделка держалась особо прочно. Рули и элероны имели полную весовую компенсацию, щитки ЦАГИ-Власова. Хвостовое колесо — управляемое на земле (что повышало маневренность на ВПП), убираемое в полете (что снижало аэродинамическое сопротивление). Единая гидросистема обслуживала хвостовое колесо, закрылки и уборку одностоечного шасси.
Масса самолета получилась крайне низкой — 2300 кг.
Площадь крыла — 9,57 м² (из советских истребителей той поры меньше было только у САМ-13) — дала увеличенную нагрузку на крыло, весьма экзотичную в 1940 г. — 240 кг/м².

## ТТХ
Технические характеристики
- Экипаж: 1
- Длина: 8,285 м
- Размах крыла: 7,3 м
- Высота: 2,60 м
- Площадь крыла: 9,57 м²
- Профиль крыла: NACA-230145
- Масса пустого: 1850 кг
- Максимальная взлётная масса: 2300 кг
- Силовая установка: 1 × поршневой, жидкостного охлаждения ВК-105
- Мощность двигателей: 1 × 1050 л.с.

Лётные характеристики
- Максимальная скорость: 585 км/ч у земли
/645 км/ч на высоте 2700 м
/660 км/ч на высоте 4900 м
- Крейсерская скорость: 530 км/ч
- Практическая дальность: 620 км
- Практический потолок: 10 500 м
- Скороподъёмность: 19,23 м/с или 1154 м/мин

Вооружение
- Стрелково-пушечное: 2 × БС (2 × 200 патронов)

## Дальнейшая судьба конструкции
Лётные испытания начались 10 ноября 1940 года (лётчик Г. М. Шиянов) и продолжались до 10 января 1941 года. Была достигнута скорость 660 км/ч на высоте 4900 м, 585 км/ч у земли. Подъём на 5 000 м занимал 4 минуты 20 секунд. Посадочная скорость была относительно высокая — 170 км/ч, но несмотря на это, посадка, по отзывам лётчиков, была проста. Разбег составлял 350 м, а пробег — всего 500 м. Несмотря на малый размер крыла и высокие скорости, СК-2 имел удовлетворительные взлетно-посадочные характеристики.
Самолет не стали дорабатывать в боевом варианте, как пишет В. Б. Шавров, «так как уже шли серийные истребители МиГ, ЛаГГ и Як».

## Новшества, примененные в конструкции
В самолёте были применены следующие новшества:
1. особое покрытие (шпатлёвка) снижавшее аэродинамическое сопротивление
2. крайне высокая нагрузка на крыло, до того беспрецедентная у истребителей СССР — до 240 кг/м².
3. управляемое (гидросистемой) хвостовое колесо.